# Hospoda

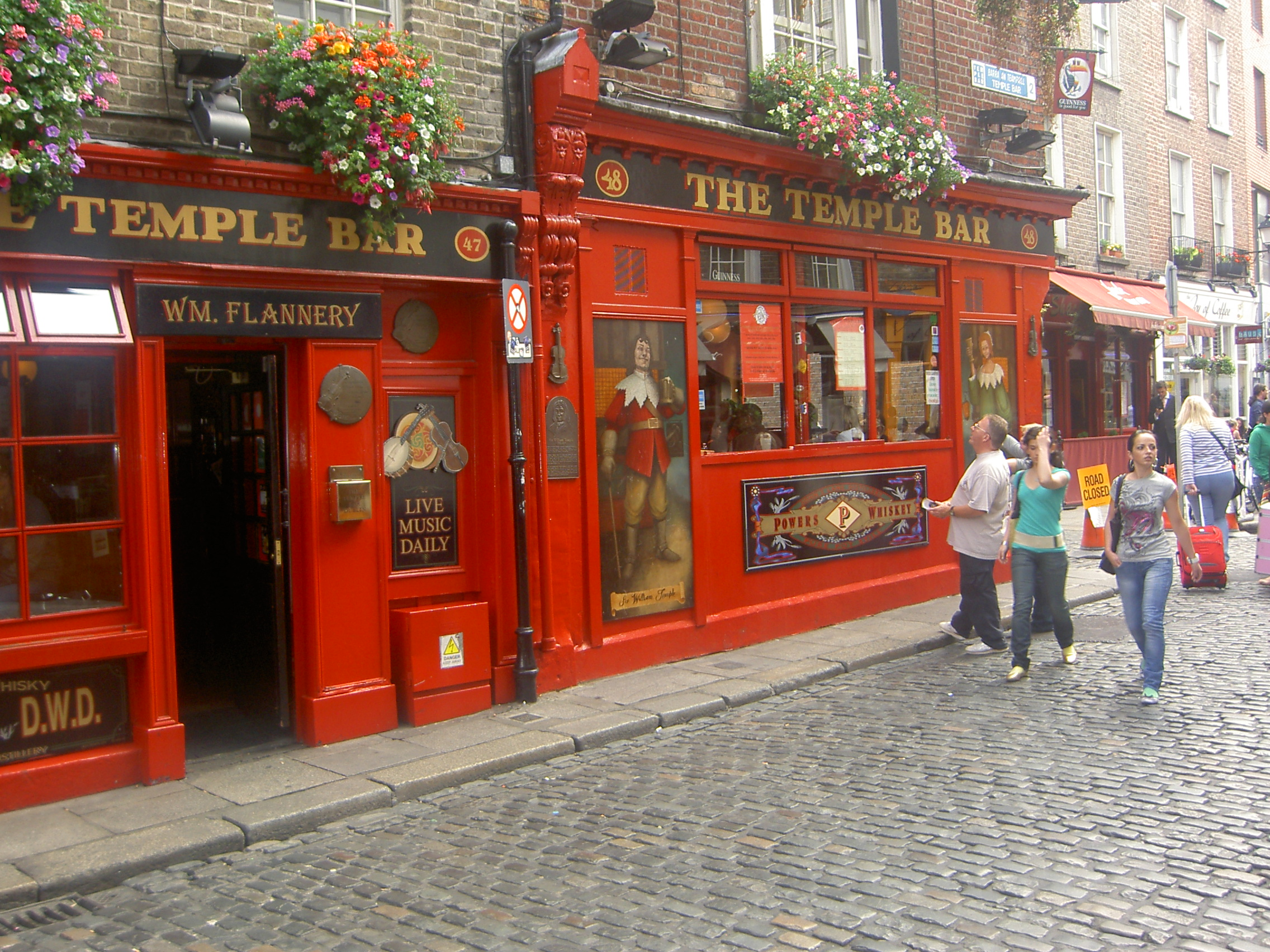
Irská hospoda v Dublinu

Hospoda neboli hostinec či pohostinství je restaurace; francouzský výraz restaurant označoval původně vydatné, občerstvující jídlo a v 70. letech 18. století se ve francouzštině přenesl i na hostince, v té podobě a významu jej následně převzala němčina. Vedle německého výrazu Restaurant se v rakouské němčině objevila i varianta Restauration, z níž pochází české slovo restaurace. Anglický termín public house nebo zkráceně pub označuje zařízení, které má licenci prodávat alkoholické nápoje.
V původním významu hospoda čili hostinec poskytovala obvykle komplexní pohostinské služby včetně ubytování, hospoda u významné dopravní cesty specializovaná na ubytování cestujících se nazývala zájezdní hospoda. 

## Části hospody

### Místnost pro hosty (lokál)
Největší část hospody určená pro návštěvníky. Nacházejí se v ní stoly a židle, popřípadě vše, co by mohlo sloužit k pobavení návštěvníků. Obvykle to bývají hrací automaty, šipkový terč, kulečníkový stůl, jukebox, televizní přijímač atd.

### Výčep

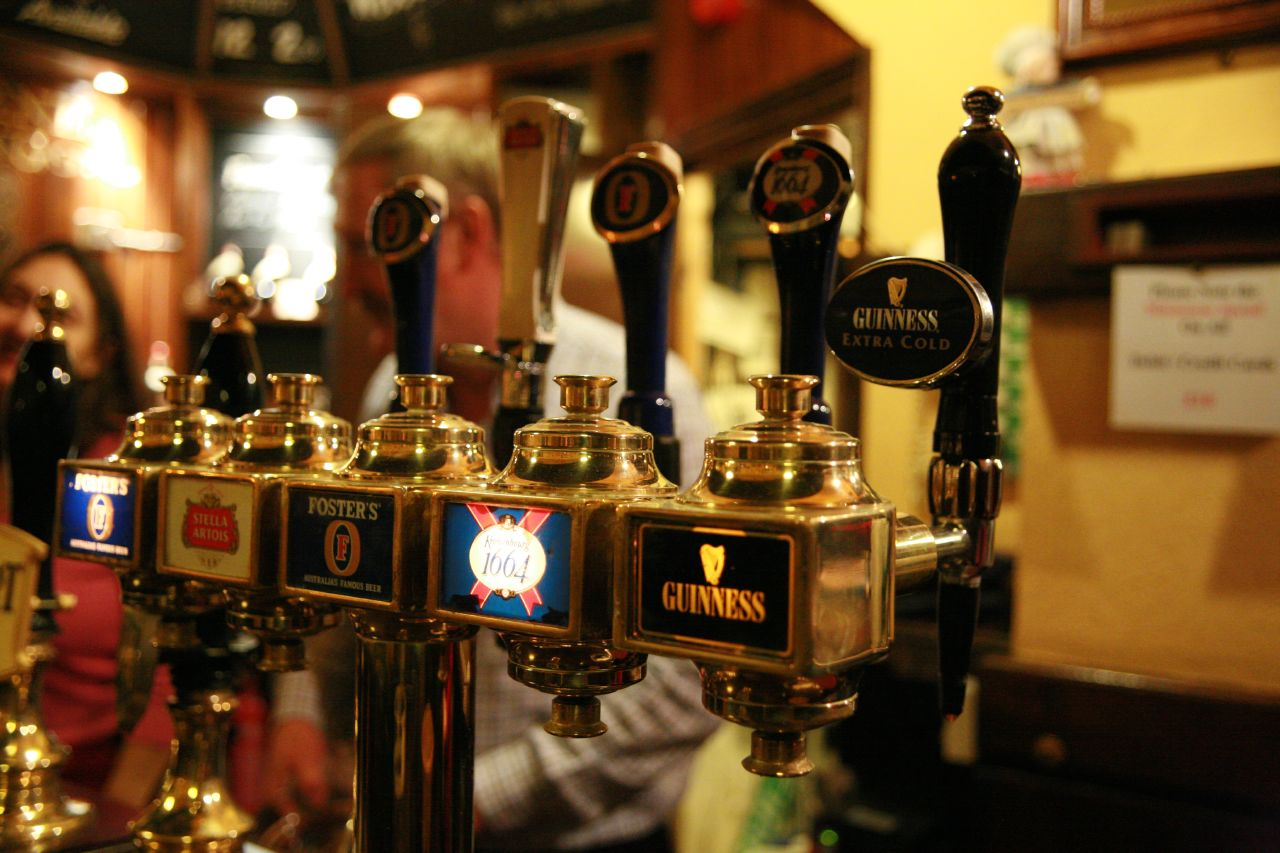
Výčep

Místo ohraničené od zbytku místnosti zpravidla barem, u kterého je možno kratší dobu setrvat při konzumaci nápoje. Na druhé straně baru se nacházejí pípy sloužící k čepování nápojů, pokladna, speciální umývací dřez na sklenice, police na sklenice, pochutiny, cigarety atd. Do oblasti výčepu (čímž se rozumí oblast za barem) je vstup povolen pouze obsluze zařízení.

### Kuchyně
Nachází se pouze v zařízeních nabízejících i pokrmy. V kuchyni slouží jeden nebo více kuchařů vařících jídlo dle jídelního lístku. Jídla se rozdělují na minutky, která kuchař vaří na základě zákazníkovy objednávky, a na hotovky či hotová jídla, které kuchař uvaří ve velkém množství a v čase obědů jsou již pouze servírována.

### Personální místnost

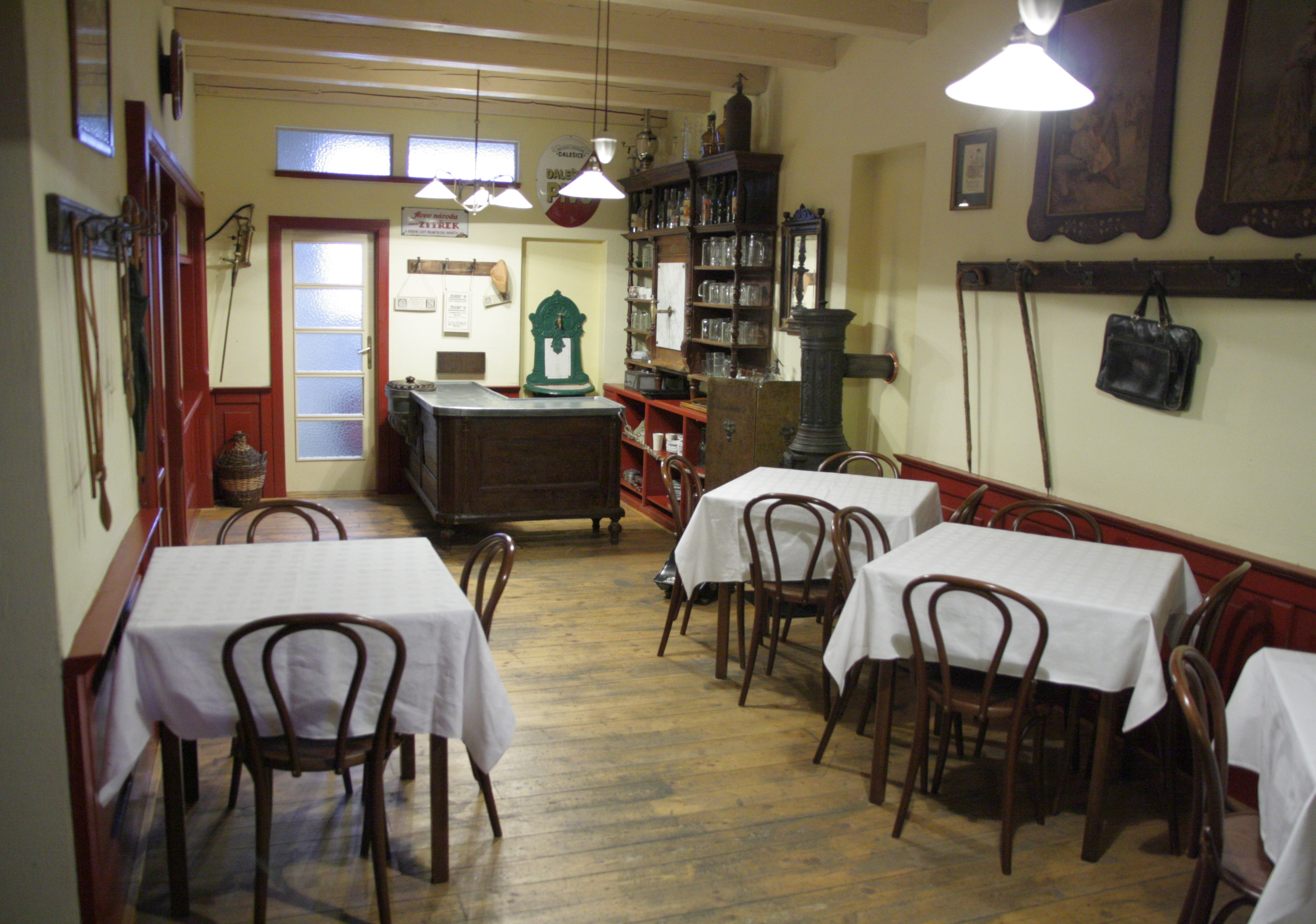
Interiér české hospody z doby první republiky

Místnost určená k převlékání, odpočinku a uschování osobních potřeb personálu.

### Toalety
Toalety pro zákazníky v současné době podléhají přísným hygienickým kritériím. Musejí být pro muže a ženy zvlášť, musí v nich být předsíňka s umyvadlem oddělená od vlastní toalety neprůhlednými dveřmi. Současným trendem je instalace bezdotykových baterií umyvadel nebo držáku s papírovými ručníky na jedno použití.

### Zahrádka
Zahrádka hospody je doplňková součást, mnoho hospod jí však nemá. Zahrádkou se rozumí prostor mimo vlastní objekt hospody, pod širým nebem (nebo jen částečně krytý). V provozu bývá obvykle jen za příznivého počasí, i když se objevují i zahrádky kryté, s celoročním provozem, které jsou vyhřívané. Dále lze zahrádky dělit do dvou kategorií: s obsluhou a bez obsluhy (hosté si pro nápoje, příp. pochutiny musejí docházet do výčepu).

### Sklep
Technické prostory, sklad určený pro skladování zásob. Tradičně umístěný v nižším podlaží, než vlastní hospoda. Není to ale pravidlem, může se nacházet ve stejné výškové úrovni. Podstatný je bezproblémový přístup pro dodavatele nápojů i potravin. Přímo ke vchodu do sklepa by měla existovat možnost příjezdu nákladních a cisternových automobilů. Ve sklepě se skladují nápoje v sudech, případně v tancích. Bývá tu i tlaková láhev s hnacím plynem nebo vzduchový kompresor k vytlačování nápojů do pípy. Ve sklepě také bývá umístěno chladicí zařízení čepovaných nápojů. Měla by zde být i omyvatelná podlaha (dlaždice, lino atd.). Často zde jsou uskladněny i lahvované nápoje nebo je tu velký mrazák na suroviny pro kuchyň. Tam, kde není možný vhodný příjezd nákladních automobilů, může být v chodníku před hospodou vybudována šachta s poklopem pro manipulaci se sudy.

## Karetní hry

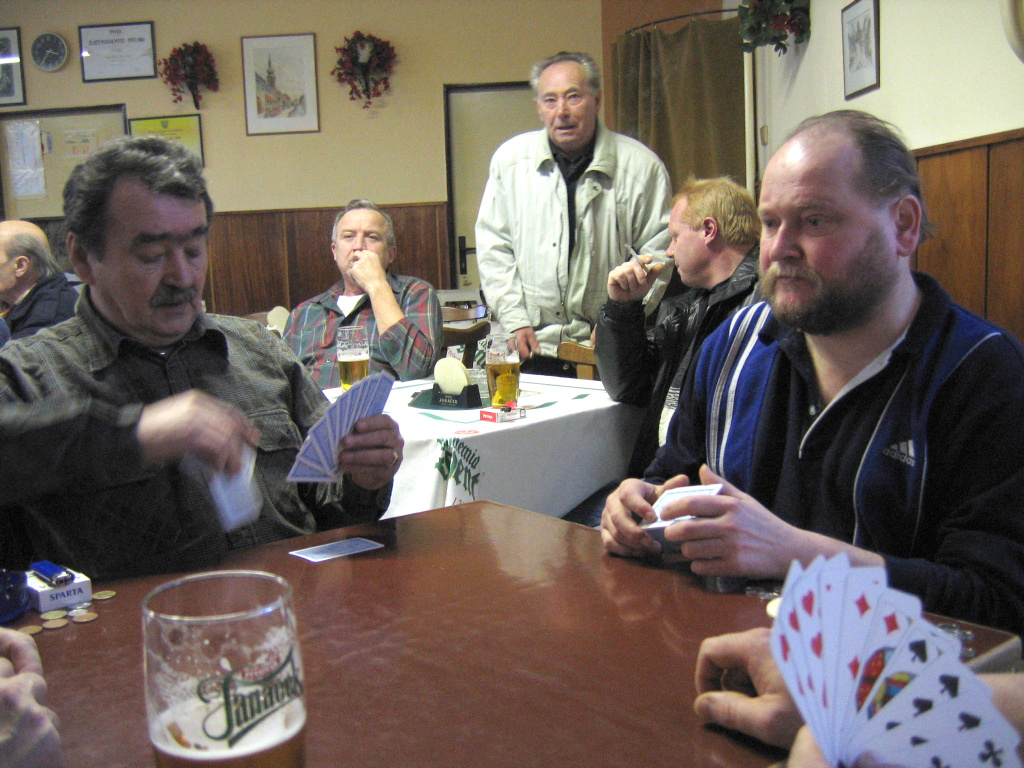
Hráči v hospodě bez samostatné herny

V hospodách se běžně provozují karetní hry. Hrají se buď „stálé partie“, ke kterým se hráči schází pravidelně ve stanovený den a hodinu, nebo se skupina hráčů vytvoří spontánně. Karetní hry se hrají společenské (o drobné mince) – mariáš, taroky, žolíky – nebo hazardní: oko, poker, kopky). Některé hospody mají zvláštní karetní hernu, kde má každý hráč šuplík na peníze či odkládací stolek na nápoje. V ostatních hospodách se hraje na běžných stolech, hráči si někdy sundají ubrus, aby karty lépe šustily.

## Personál zařízení
Personál bývá tvořen skupinou mužů či žen pod vedením jednoho nadřízeného.

### Nadřízený
Nazývaný hospodský nebo výčepní.[zdroj⁠?!] Vyskytuje se za barem (tzv. výčepem), kde čepuje nápoje, které ostatní personál odnáší návštěvníkům. Může také sám obsluhovat osazenstvo baru. Bývá to osoba s přirozenou autoritou a vůdčími schopnostmi, kterých je třeba zejména při větším počtu návštěvníků.[zdroj?]

### Číšník
Muž či žena plnící požadavky návštěvníků, roznášející nápoje a pokrmy. Bývá vybaven peněženkou k vybírání útraty návštěvníků a oděn v tmavých barvách nebo v tmavé spodní části oděvu a bílé halence, jde-li o ženu (sjednocený oděv však není nutností – slouží pouze k lepší orientaci apod.). Očekává se od něj náležitá úslužnost a ochota, která může být odměněna drobným obnosem – zaokrouhlením ceny nahoru zákazníkem (spropitné neboli dýško).

### Kuchař
Zpravidla muž či žena oděna v rondonu vyskytující se v kuchyni a připravující pokrmy.

## Nabízené zboží

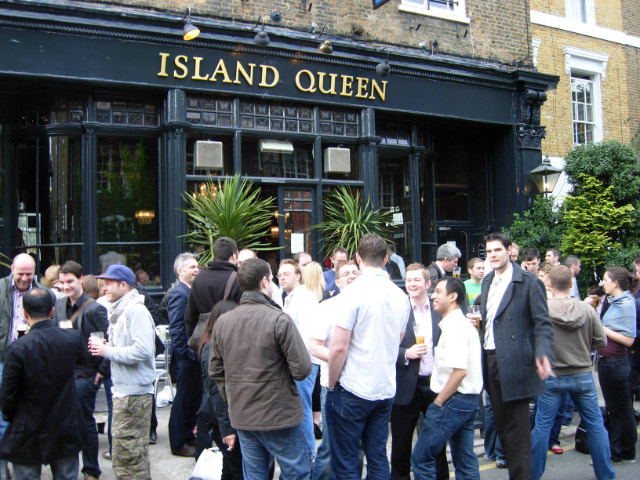
Lidé popíjejí pivo před hospodou v Londýně

Mezi typické zboží, které se v hospodách prodává (většinou k okamžité konzumaci), patří:
- Nápoje:
  - pivo a limonády lahvové i točené, lihoviny, míchané nápoje, různé druhy čaje a kávy, atd.
- Drobné pochutiny:
  - slané tyčinky, oříšky, brambůrky, korbáče, kyselé či slané okurky (tzv. rychlokvašky), atd.
- Studené předkrmy podávané s chlebem:
  - utopenci, nakládaný hermelín, zavináče, matjesy v oleji, tlačenka s cibulí a octem, gothaj s cibulí a octem, atd.
- Pokrmy dle jídelního lístku dané hospody, pokud se v ní vaří:
  - časté jsou např. guláš s chlebem, vařený párek či klobása s chlebem, sekaná s bramborovým salátem nebo bramborovou kaší, smažený sýr neboli smažený eidam s hranolky nebo vařeným bramborem, smažený hermelín s tímtéž, atd.
- Kuřácké potřeby:
  - cigarety, doutníky, zápalka, zapalovače, atd.

Konkrétní nabídka se v jednotlivých hospodách liší.